# Licuala
Лікуала (Licuala) — рід пальмових, у трибі Trachycarpeae, який зазвичай зустрічається в тропічних лісах півдня Китаю, Південно-Східної Азії, Гімалаїв, Нової Гвінеї та західних островів Тихого океану.

Віялові пальми, листя здебільшого кругового контуру, іноді нерозділені, але частіше поділяються на клиноподібні сегменти. Licuala acutifida — це джерело тростини, яку як і тростини дикої ареки, використовували для виготовлення смертоносної зброї. Кілька видів Licuala були перенесені в новий рід Lanonia.